# Vũ Thanh (nhạc sĩ)
Vũ Thanh (1933-1997) quê ở Hà Nội, là nhạc sĩ Việt Nam, được tặng Giải thưởng Nhà nước về Văn học Nghệ thuật năm 2007. Các ca khúc Bài ca Hà Nội, Hà Nội mùa thu là những tác phẩm nổi tiếng nhất của ông. 

## Tiểu sử
Vũ Thanh, tên khai sinh là Vũ Văn Thanh, sinh ngày 14 tháng 11 năm 1933 ở Phú Thọ, quê gốc ở Xuân Phương, Từ Liêm (nay thuộc quận Bắc Từ Liêm, Hà Nội). 
Ông hoạt động âm nhạc từ rất sớm. Trong kháng chiến chống Pháp, Vũ Thanh tham gia Đoàn Thiếu nhi nghệ thuật của nhạc sĩ Lưu Hữu Phước ở Việt Bắc, sau đó đi học ngành sư phạm, trở thành giáo viên. 
Từ năm 1957, ông làm diễn viên hát của Đoàn Ca nhạc Đài Tiếng nói Việt Nam. Bốn năm sau, ông chuyển sang công tác biên tập. Năm 1982, sau hai năm đi giúp Đài Phát thanh Cam-pu-chia với công việc biên tập, thu thanh phần âm nhạc, ông trở về phụ trách Phòng Nhạc mới. Đến năm 1990, ông là Phó Trưởng Ban biên tập Âm nhạc cho đến khi nghỉ hưu.
Ông mất năm 1997. 

## Sự nghiệp
Gần 40 năm công tác ở Đài Tiếng nói Việt Nam, Vũ Thanh đã để lại nhiều ca khúc được người yêu nhạc yêu thích như: Bài ca Hà Nội; Lời Anh vọng mãi ngàn năm; Hà Nội mùa thu; Đỉnh gió Na Dương; Đêm trăng Chư Prông… Trong các ca khúc của mình Vũ Thanh không chỉ chú ý tìm tòi giai điệu mà ông còn biết khái quát vấn đề cùng với sự kết hợp nhuần nhuyễn giữa lời ca và ngôn ngữ âm nhạc. Điều này thể hiện rất rõ trong các ca khúc: Rừng chiều, Cá lội đồng xanh, Các anh về giữa Huế thân yêu, Vũng Tàu biển hát, Thả chiều vào tranh, Cảm xúc trên đường Pnôm-Pênh v.v… Vũ Thanh còn có 2 ca khúc mà các em thiếu nhi hát nhiều, đó là Em đi trong tươi xanh và Gửi chú Giải phóng quân.
Ở Hà Nội mùa thu của Vũ Thanh, người nghe tìm thấy trong ca khúc một giai điệu trong sáng, thiết tha. Mùa thu Hà Nội vẫn xanh trời mây, chậm rãi như những dòng kí ức dần hiện về bồi hồi xao xuyến trên khuôn mặt sáng ngời của mọi người, trong cái vốn có thân quen của Thủ đô.
Sinh thời, ông sống giản dị, xuề xòa, rất gần gũi và cảm thông với những người lao động nghèo. Tên của ông hầu như rất ít được nhắc đến. Nhưng những ca khúc ông để lại thì sống mãi theo thời gian, trở thành những kỷ niệm sâu sắc trong tâm khảm nhiều thế hệ công chúng.
Ông được truy tặng Giải thưởng Nhà nước về Văn học Nghệ thuật năm 2007 với các ca khúc: Bài ca Hà Nội, Lời anh vọng mãi ngàn năm, Hà Nội mùa thu, Rừng chiều, Vũng Tàu biển hát.

## Tác phẩm chính
- Bài ca Hà Nội
- Lời anh vọng mãi ngàn năm
- Hà Nội mùa thu
- Rừng chiều
- Vũng Tàu biển hát
- Đỉnh gió Na Dương
- Đêm trăng Chư Prông
- Cá lội đồng xanh
- Các anh về giữa Huế thân yêu
- Thả chiều vào tranh
- Cảm xúc trên đường Pnôm-Pênh
- Em đi trong tươi xanh
- Gửi chú Giải phóng quân

## Vinh danh
- Giải thưởng Nhà nước về Văn học Nghệ thuật năm 2007